# 선속계

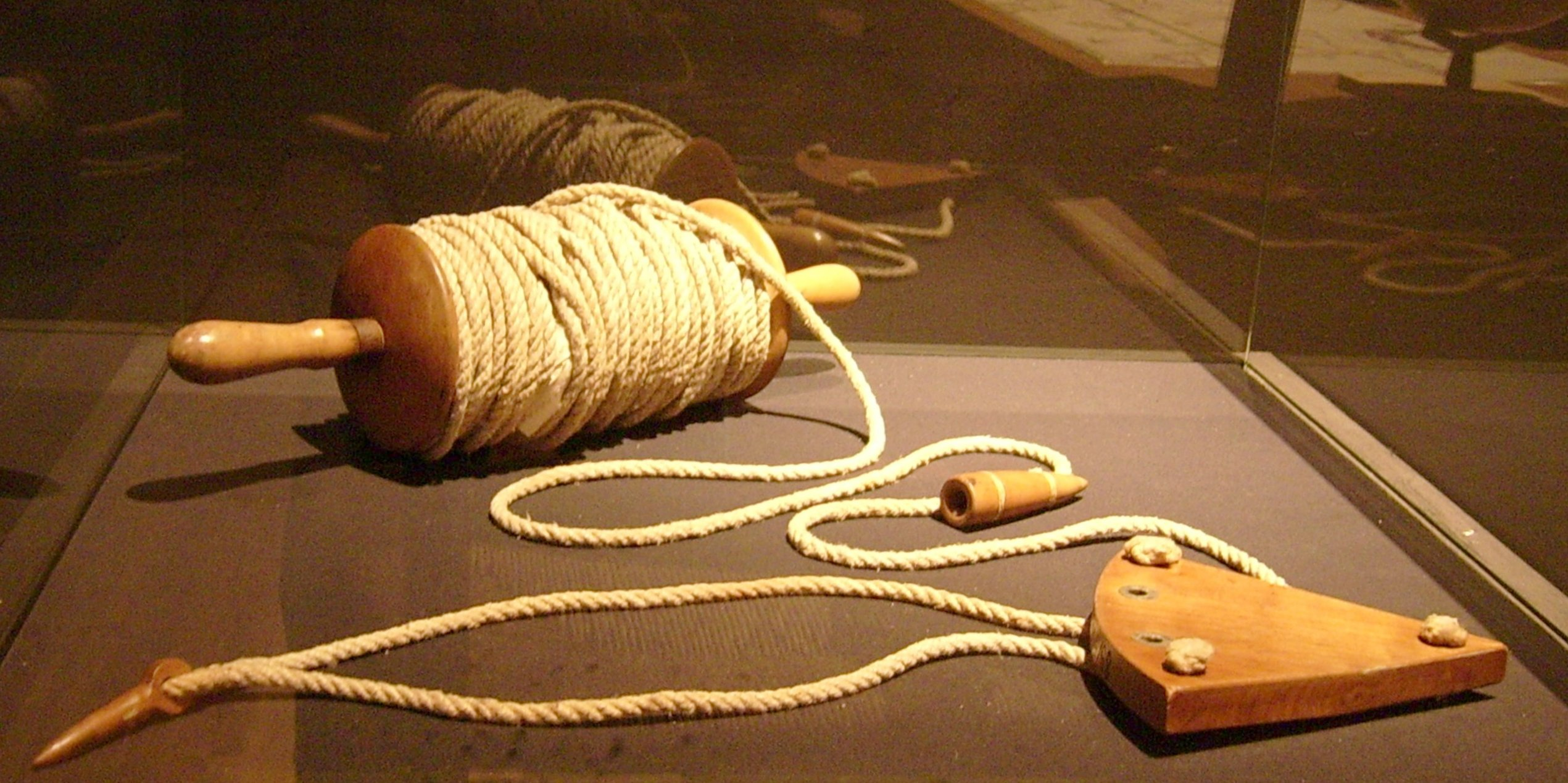

측정의(測程儀, speed log, log) 또는 선속계(船速計)는 선박의 속도를 측정하는 장비를 말한다. 보통 추측항법 및 접안시 중요하게 사용된다. 속도측정 원리에 따라 선속계의 종류가 바뀐다. 수용 측정의(hand log), 예항 측정의(log chip), 전자식 선속계(electromagnetic log, EM log), 음파 선속계(dopppler log), 유압식 선속계(pressure log, pitotmeter log), GPS 선속계 등 이 있다.

## 같이 보기
- 추측 항법